# Son Ye-jin
Son Ye-jin (en hangul, 손예진; Daegu, 11 de enero de 1982) es una actriz surcoreana de cine y televisión, conocida por sus interpretaciones en las películas y series The Classic (2003), Aroma de verano (2003), Un momento para recordar (2004), April Snow (2005), entre otras. Ha ganado el reconocimiento de la crítica por su versatilidad a la hora de actuar en diversos géneros, especialmente por sus interpretaciones en Alone in Love (2006), Mi mujer se ha casado (2008), The Pirates (2014), The Truth Beneath y The Last Princess (ambas en 2016), Someting in the rain (2018), siendo su última actuación en la serie Aterrizaje de emergencia en tu corazón (2019-2020),  que en su capítulo final tuvo una de las más altas audiencias en Corea.

## Biografía
El 1 de enero de 2021 su agencia confirmó que estaba saliendo con el actor Hyun Bin desde hacía ocho meses. En febrero de 2022 la pareja anunció que se habían comprometido. El 31 de marzo de 2022 contrajeron nupcias, en un evento que fue catalogado como «la boda del siglo». El 27 de junio del mismo año anunció su embarazo por medio de Instagram. Su hijo nació el 27 de noviembre de 2022.

## Carrera
Es miembro de la agencia MSTeam Entertainment.

### Inicios
Son Ye-jin apareció por primera vez en un papel de reparto en la película de Park Ki-hyung Secret Tears en 2000, y luego interpretó el papel principal en dramas de televisión como Delicious Proposal, Sun-hee, Jin-hee, Gustos personales en 2010 y Great Ambition. Su primer papel de alto perfil en el cine fue en la película Chi-hwa-seon de Im Kwon-taek, filme que se proyectó en el festival de Cannes y que ganó el premio a Mejor Director en 2002.
Cosechó excelentes reseñas por parte de la crítica con sus actuaciones en las películas Lovers 'Concerto y The Classic. Ambas producciones fueron populares en Corea del Sur, especialmente The Classic, al ser un trabajo del director Kwak Jae-yong. La película recibió amplia exposición en países como Hong Kong y China y lanzó a Son al estrellato en esa región asiática. Son solidificó aún más su condición de estrella en 2003 al tomar el mando en el drama televisivo Summer Scent, la tercera entrega de la serie dramática Endless Love dirigida por Yoon Seok-ho.
Sus siguientes dos películas también resultaron ser grandes éxitos en Asia: Un momento para recordar, basada en una famosa serie japonesa, estableció récords de taquilla en Japón y vendió más de dos millones de entradas en Corea, mientras que April Snow, protagonizada junto a la estrella Bae Yong-joon, también fue un gran éxito en Japón y China. Son, que exhibió una imagen pura e inocente en sus películas The Classic y Un momento para recordar, recibió el título de "El primer amor de la nación" en Corea.
Para sus siguientes proyectos, Son evitó mostrar la faceta de niña tierna e inocente. Asumió el papel de una estafadora en The Art of Seduction, de una ambiciosa reportera en Spotlight, de una mujer fatal en Open City y de una divorciada en la aclamada serie Alone in Love. En 2008, su interpretación de una mujer poliandra en Mi mujer se ha casado le valió el premio de Mejor Actriz en los prestigiosos premios Blue Dragon. En 2012 protagonizó su primer éxito absoluto de taquilla con The Tower, una nueva versión de la película de desastres de Hollywood de 1974 The Towering Inferno en la que interpretaba el papel de la gerente de un restaurante que trata de salvarse del incendio de un rascacielos. Volvió a la televisión en 2013 en el drama de venganza Tiburón,  y luego encabezó el elenco de Blood and Ties, un thriller sobre una hija que sospecha que su padre está involucrado en un caso de secuestro y asesinato.

### 2016 - presente
En 2016, Son se reunió con la coestrella de Mi mujer se ha casado, Kim Joo-hyuk, en la película The Truth Beneath, un thriller político en el que interpreta a la mujer de un candidato cuya hija desaparece durante una campaña electoral. Ganó el premio a la Mejor Actriz en la 25ª edición de los Premios Buil Film y en la 17.ª edición de los Premios de Cine de Busan por su actuación. Luego interpretó a la Princesa Deokhye en la película biográfica The Last Princess, dirigida por el director de April Snow Hur Jin-ho. La película obtuvo reseñas positivas por parte de los críticos y se convirtió en un éxito de taquilla, recaudando más de cuarenta millones de dólares en todo el mundo. Son fue elogiada por los críticos por su desempeño "sobresaliente" en su interpretación de "las profundidades insondables de los altibajos emocionales de Deokhye".
En 2018 protagonizó junto a So Ji-sub la película Now I Will Meet You, basada en la novela de origen japonés Be With You..Y también la serie Something in the rain junto con el actor Jung Hae In.
El 14 de diciembre de 2019 se unió al elenco principal de la serie de tvN Aterrizaje de emergencia en tu corazón (también conocida como Crash Landing on You), donde dio vida a Yoon Se-ri, hasta el final de la serie el 14 de febrero del 2020.
En junio de 2021 se confirmó que se había unido al elenco de la serie Treinta y nueve (también conocida como "39") donde interpreta a Cha Mi-jo, una mujer que creció en un ambiente rico y ahora es la dermatóloga jefe de una clínica en Gangnam. La serie se estrenó el 16 de febrero de 2022.
A finales de septiembre del mismo año se anunció que estaba en pláticas para unirse al elenco de la serie Curtain Call, para dar vida a Se-yeon, la nieta de Ja Geum-soon y quien está a cargo del Hotel Nakwon. Finalmente el papel pasó a la actriz Ha Ji-won.

## Beneficencia
En febrero de 2020, y a raíz de la epidemia de Covid-19, la actriz donó cien millones de wones para proporcionar suministros y atención médica a las familias afectadas y con bajos ingresos de la ciudad de Daegu, de la que es originaria y donde aún reside su familia. En el pasado ha realizado otras donaciones en favor de pacientes pediátricos con enfermedades incurables, y ha financiado becas para niños discapacitados de familias con bajo nivel de renta.
El marzo de 2022 se anunció que junto a Hyun Bin habían realizado una donación conjunta de 200 millones de won (aproximadamente $162,110), para cubrir los gastos de artículos de ayuda de emergencia y otros artículos que necesiten las víctimas de las áreas afectadas por el incendio forestal que se salió de control en Gangwon y Gyeongsangbuk-do.

## Filmografía

### Televisión
| Año     | Título                                 | Rol                |
| ------- | -------------------------------------- | ------------------ |
| 2001    | Delicious Proposal                     | Jang Hee-ae        |
| 2001    | Sun-hee and Jin-hee                    | Shim Sun-hee       |
| 2002    | Great Ambition                         | Choi Dong-hee      |
| 2003    | Aroma de verano                        | Shim Hye-won       |
| 2006    | Solo y enamorado                       | Yoo Eun-ho         |
| 2008    | Spotlight                              | Seo Woo-jin        |
| 2010    | Gustos personales                      | Park Gae-in        |
| 2011    | Jardín secreto                         | Ella misma (cameo) |
| 2013    | Tiburón                                | Cho Hae-woo        |
| 2018    | Something in the Rain                  | Yoon Jin-ah        |
| 2019-20 | Aterrizaje de emergencia en tu corazón | Yoon Se-ri         |
| 2022    | Treinta y nueve                        | Cha Mi-jo          |

### Películas
| Año   | Título                    | Rol                   | Notas                                       |
| ----- | ------------------------- | --------------------- | ------------------------------------------- |
| 2000  | Secret Tears              |                       |                                             |
| 2002  | Chi-hwa-seon              | So-woon               |                                             |
| 2002  | Lovers' Concerto          | Shim Soo-in/Gyung-hee |                                             |
| 2003  | The Classic               | Ji-hye/Joo-hee        |                                             |
| 2003  | Crazy First Love          | Ju Il-mae             |                                             |
| 2004  | Un momento para recordar  | Su-jin                |                                             |
| 2005  | April Snow                | Seo-young             |                                             |
| 2005  | The Art of Seduction      | Han Ji-won            |                                             |
| 2007  | Yobi, the Five Tailed Fox | Yobi                  |                                             |
| 2008  | Open City                 | Baek Jang-mi          |                                             |
| 2008  | My Wife Got Married       | Joo In-ah             | [ 29 ]                                      |
| 2009  | White Night               | Yoo Mi-ho/Lee Ji-ah   |                                             |
| 2011  | Spellbound                | Kang Yeo-ri           |                                             |
| 2012  | The Tower                 | Seo Yoon-hee          | [ 30 ]                                      |
| 2013  | Blood and Ties            | Jung Da-eun           |                                             |
| 2014  | The Pirates               | Yeo-wol               |                                             |
| 2015  | Bad Guys Always Die       | Ji-yeon               |                                             |
| 2016  | The Truth Beneath         | Kim Yeon-hong         | [ 31 ]                                      |
| 2016  | The Last Princess         | Princesa Deokhye      | [ 32 ]                                      |
| 2018  | The Negotiation           | Ha Chae-yoon          | [ 33 ]                                      |
| 2018  | Be with You               | Soo-ah                | también conocida como "Now I Will Meet You" |
| prog. | The Cross                 |                       | [ 34 ]                                      |
| prog. | Axe                       |                       | [ 35 ]                                      |

### Presentadora
| Año  | Programa                 | Notas                 |
| ---- | ------------------------ | --------------------- |
| 2018 | 54th Baeksang Arts Award | presentadora invitada |

### Revistas / sesiones fotográficas
| Año | Título          | Notas                           |
| --- | --------------- | ------------------------------- |
| -   | Cine21 Magazine | (no. 965) - junto a Kim Nam-gil |

## Premios y nominaciones
| Año  | Premio                                                      | Categoría                                     | Nominación                             | Resultado | Ref.   |
| ---- | ----------------------------------------------------------- | --------------------------------------------- | -------------------------------------- | --------- | ------ |
| 2020 | 7th APAN Star Awards                                        | KT Seezn Star Award (Actress)                 | Aterrizaje de emergencia en tu corazón | Ganadora  | [ 37 ] |
| 2020 | 7th APAN Star Awards                                        | Top Excellence Award, Actress in a Miniseries | Aterrizaje de emergencia en tu corazón | Candidata |        |
| 2020 | 15 th The Seoul Drama Award                                 | Outstanding Korean Actress                    | Aterrizaje de emergencia en tu corazón | Ganadora  | [ 38 ] |
| 2020 | 56th Baeksang Arts Award                                    | Best Actress (TV)                             | Aterrizaje de emergencia en tu corazón | Candidata | [ 39 ] |
| 2020 | 56th Baeksang Arts Award                                    | Most Popular Actress (TV)                     | Aterrizaje de emergencia en tu corazón | Ganadora  | [ 40 ] |
| 2019 | 23rd Asian Television Awards                                | Best Actress in a Leading Role                | Something in the Rain                  | Candidata | [ 41 ] |
| 2018 | 6th APAN Star Awards                                        | Grand Prize (Daesang)                         | Something in the Rain                  | Candidata | [ 42 ] |
| 2018 | Seoul International Drama Award                             | Outstanding Korean Actress                    | Something in the Rain                  | Ganadora  | [ 43 ] |
| 2018 | 54th Baeksang Arts Award                                    | Best Actress (Film)                           | Be With You                            | Candidata | [ 44 ] |
| 2018 | 2nd Seoul Award                                             | Best Actress(Drama)                           | Pretty Noona Who Buys Me Food          | Candidata | [ 45 ] |
| 2018 | 2nd Seoul Award                                             | Best Actress (Film)                           | Negotiation y Be With You              | Ganadora  | [ 46 ] |
| 2017 | 22nd Chunsa Film Art Awards                                 | Best Actress                                  | The Truth Beneath                      | Ganadora  | [ 47 ] |
| 2017 | 53rd Baeksang Arts Awards                                   | Best Actress (Film)                           | The Last Princess                      | Ganadora  | [ 48 ] |
| 2017 | 11th Asian Film Awards                                      | Best Actress                                  | The Last Princess                      | Candidata | [ 49 ] |
| 2017 | 8th KOFRA Film Awards                                       | Best Actress                                  | The Last Princess                      | Ganadora  | [ 50 ] |
| 2016 | 53rd Grand Bell Awards                                      | Best Actress                                  | The Last Princess                      | Ganadora  | [ 51 ] |
| 2016 | 37th Blue Dragon Film Awards                                | Popular Star Award                            | The Last Princess                      | Ganadora  | [ 52 ] |
| 2016 | 37th Blue Dragon Film Awards                                | Best Leading Actress                          | The Last Princess                      | Candidata |        |
| 2016 | 3rd Korean Film Producers Association Awards                | Best Actress                                  | The Last Princess y The Truth Beneath  | Ganadora  | [ 53 ] |
| 2016 | 36th Korean Association of Film Critics Awards              | Best Actress                                  | The Last Princess y The Truth Beneath  | Ganadora  | [ 54 ] |
| 2016 | 17th Women in Film Korea Awards                             | 2016 This Year's Actress Award                | The Truth Beneath                      | Ganadora  | [ 55 ] |
| 2016 | 17th Busan Film Critics Awards                              | Best Actress                                  | The Truth Beneath                      | Ganadora  | [ 56 ] |
| 2016 | 25th Buil Film Awards                                       | Best Actress                                  | The Truth Beneath                      | Ganadora  | [ 57 ] |
| 2015 | 51st Baeksang Arts Awards                                   | Best Actress (Film)                           | The Pirates                            | Candidata |        |
| 2015 | 10th Max Movie Awards                                       | Best Actress                                  | The Pirates                            | Candidata |        |
| 2014 | 51st Grand Bell Awards                                      | Best Actress                                  | The Pirates                            | Ganadora  | [ 58 ] |
| 2014 | Korea Film Actors Association Awards                        | Korean Top Star                               | The Pirates                            | Ganadora  | [ 59 ] |
| 2014 | 35th Blue Dragon Film Awards                                | Best Leading Actress                          | Blood and Ties                         | Candidata | [ 60 ] |
| 2014 | 18th Bucheon International Fantastic Film Festival          | Producer's Choice Award                       | -                                      | Ganadora  | [ 61 ] |
| 2010 | 1st Seoul Arts & Culture Awards                             | Best Actress                                  | White Night                            | Ganadora  | [ 62 ] |
| 2010 | 31st Blue Dragon Film Awards                                | Popular Star Award                            | White Night                            | Ganadora  | [ 63 ] |
| 2009 | 45th Baeksang Arts Awards                                   | Best Actress (Film)                           | My Wife Got Married                    | Ganadora  | [ 64 ] |
| 2009 | 18th Buil Film Awards                                       | Best Actress                                  | My Wife Got Married                    | Candidata |        |
| 2009 | 11th Asian Film Critics Association Awards                  | Best Actress                                  | My Wife Got Married                    | Candidata |        |
| 2008 | 7th Korean Film Awards                                      | Best Actress                                  | My Wife Got Married                    | Candidata |        |
| 2008 | 4th University Film Festival of Korea                       | Best Actress                                  | My Wife Got Married                    | Ganadora  | [ 65 ] |
| 2008 | 29th Blue Dragon Film Awards                                | Best Leading Actress                          | My Wife Got Married                    | Ganadora  | [ 66 ] |
| 2008 | 29th Blue Dragon Film Awards                                | Popular Star Award                            | My Wife Got Married                    | Ganadora  | [ 67 ] |
| 2008 | 29th Blue Dragon Film Awards                                | Best Couple Award (con Kim Joo-hyuk)          | My Wife Got Married                    | Ganadores | [ 68 ] |
| 2007 | 43rd Baeksang Arts Awards                                   | Best Actress (TV)                             | Alone in Love                          | Ganadora  | [ 69 ] |
| 2006 | SBS Drama Awards                                            | Top Excellence Award, Actress                 | Alone in Love                          | Ganadora  | [ 70 ] |
| 2006 | SBS Drama Awards                                            | Top 10 Stars                                  | Alone in Love                          | Ganadora  | [ 71 ] |
| 2006 | 15th China Golden Rooster and Hundred Flowers Film Festival | Best Actress in a Foreign Film                | A Moment to Remember                   | Ganadora  | [ 72 ] |
| 2006 | 51st Asia Pacific Film Festival                             | Best Actress                                  | April Snow                             | Ganadora  |        |
| 2005 | 13th Chunsa Film Art Awards                                 | Best Actress                                  | April Snow                             | Candidata |        |
| 2005 | 26th Blue Dragon Film Awards                                | Best Leading Actress                          | April Snow                             | Candidata |        |
| 2004 | 9th Moscow International Love Film Festival                 | Best Couple Award (con Cho Seung-woo)         | The Classic                            | Ganadores | [ 73 ] |
| 2003 | KBS Drama Awards                                            | Excellence Award, Actress                     | Summer Scent                           | Candidata |        |
| 2003 | 24th Blue Dragon Film Awards                                | Popular Star Award                            | The Classic                            | Ganadora  | [ 74 ] |
| 2003 | 39th Baeksang Arts Awards                                   | Best New Actress (Film)                       | The Classic                            | Ganadora  | [ 75 ] |
| 2003 | 40th Grand Bell Awards                                      | Popularity Award                              | The Classic                            | Ganadora  |        |
| 2003 | 40th Grand Bell Awards                                      | Best New Actress                              | The Classic                            | Ganadora  | [ 76 ] |
| 2003 | 2nd Korean Film Awards                                      | Best New Actress                              | The Classic                            | Candidata |        |
| 2002 | 1st Korean Film Awards                                      | Best New Actress                              | Lovers' Concerto                       | Candidata |        |
| 2002 | 22nd Korean Association of Film Critics Awards              | Best New Actress                              | Lovers' Concerto                       | Ganadora  | [ 77 ] |
| 2002 | 23rd Blue Dragon Film Awards                                | Best New Actress                              | Lovers' Concerto                       | Candidata |        |
| 2001 | MBC Drama Awards                                            | Best New Actress                              | Delicious Proposal                     | Ganadora  | [ 78 ] |